# トーストラック

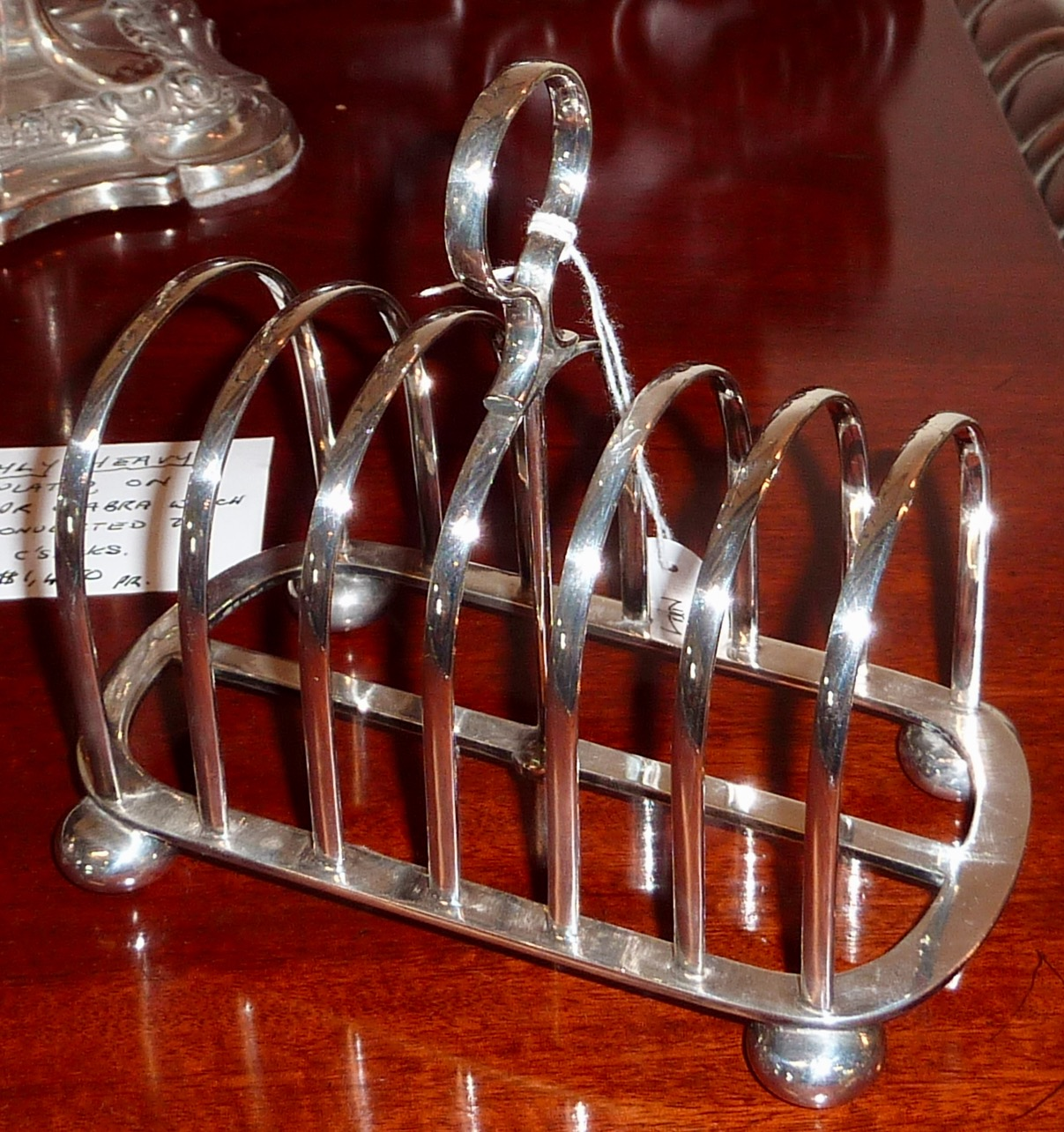
金属製のトーストラック

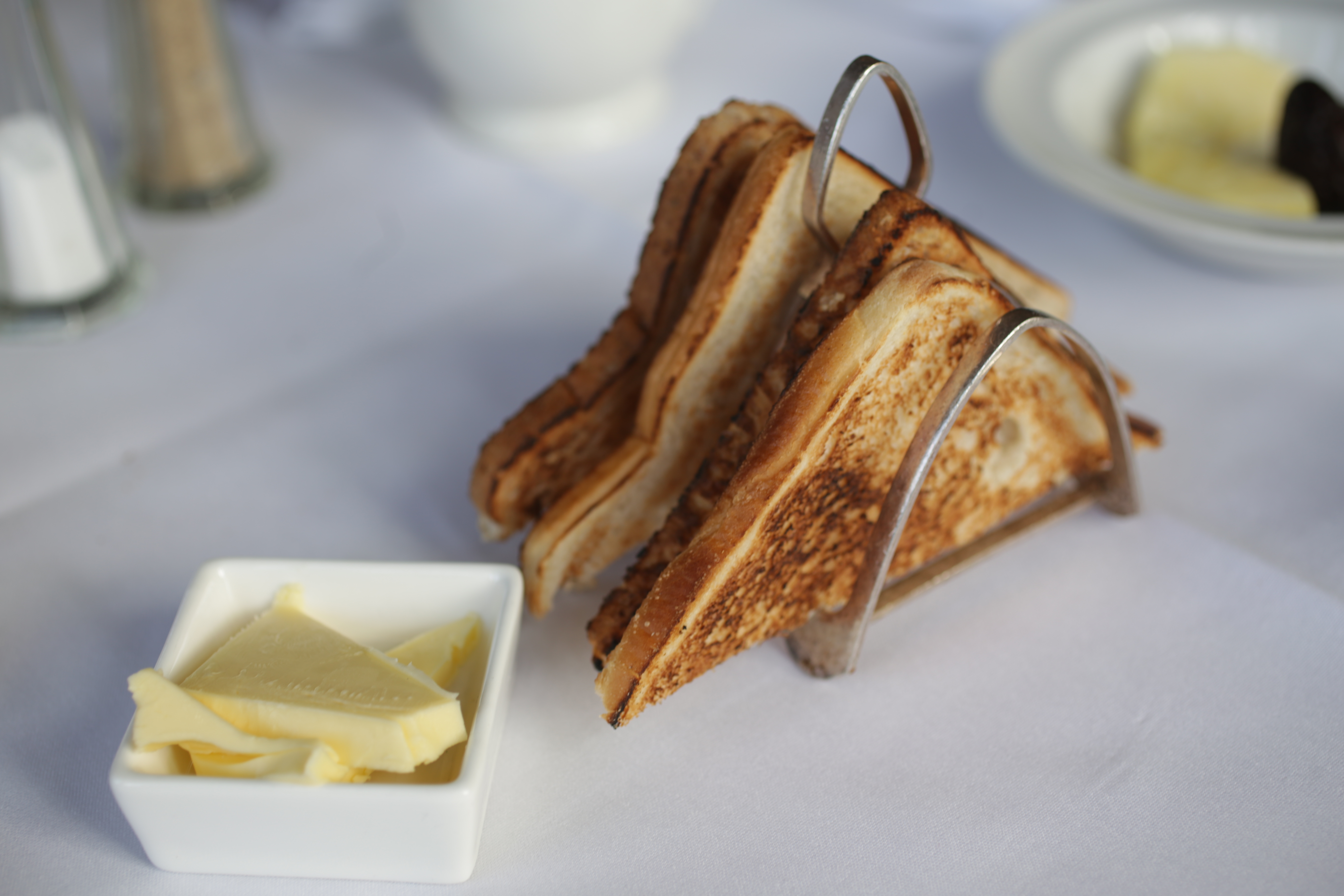
トーストを乗せたところ

トーストラック（英語: toast rack、toastrack）はテーブルウェアの1種。焼いたトーストを立てかけておく器具である。トーストスタンドとも呼ばれる。
平らな土台に垂直の仕切りが設けられており、スライスしたトーストを立てかけておく。通常は5枚から8枚のトーストを立てておける。持ち運びや受け渡しのために中央に把手が付いていることも多い。
1770年にはトーストラックが使われていたことが確認できており、以降、現在にいたるまで大量に製作され、使用され続けている。
鉄道車両や建築物など、外形が似たものが、同じく「トーストラック」と呼ばれることもある。

## 構造

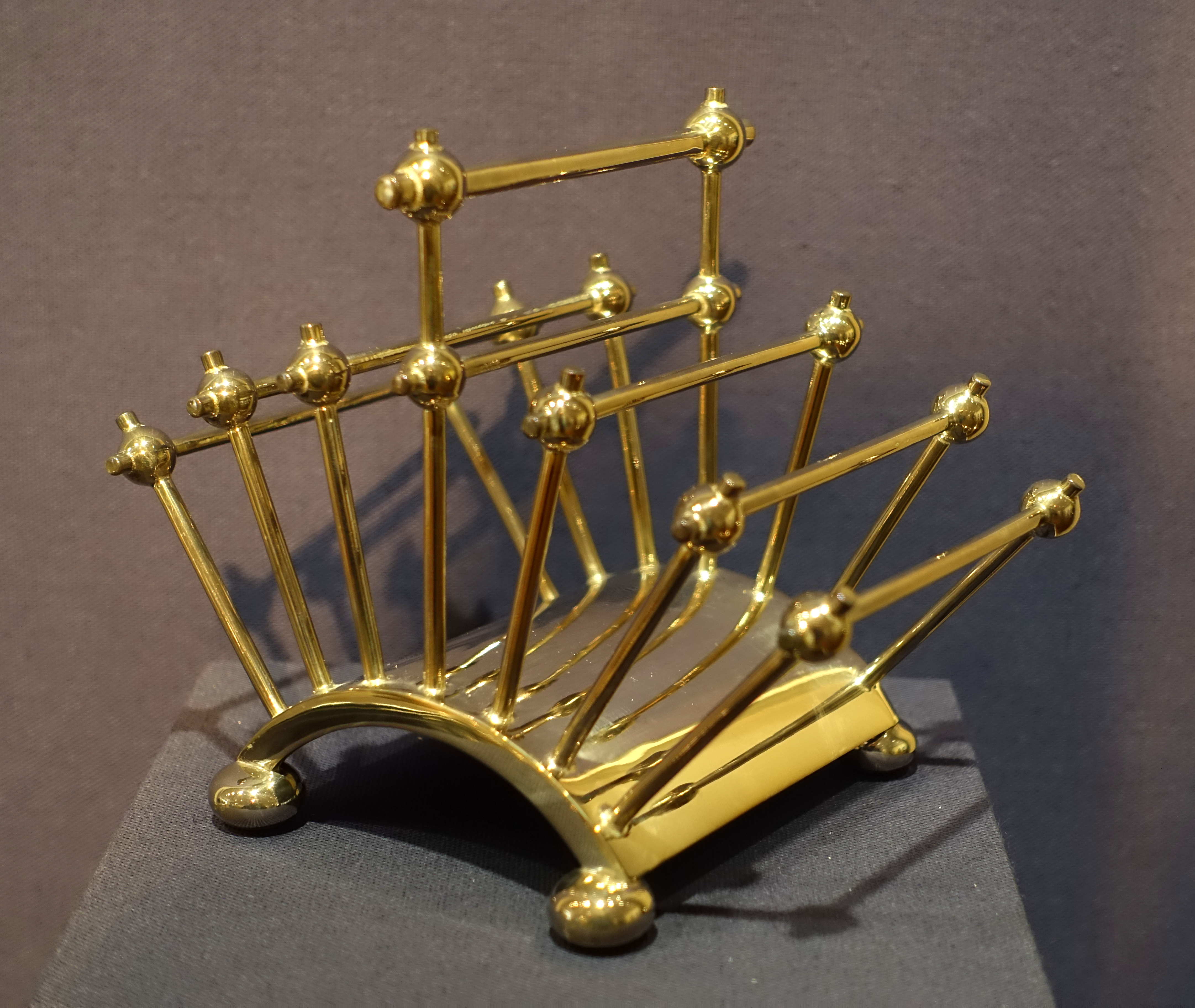
クリストファー・ドレッサーデザインのトーストラック

焼いたトーストは、平皿などに重ねておいておくと、トーストからの水蒸気を互いに吸ってしけってしまう。トーストラックは、立てかけたトーストが接触しないようにすることで、水蒸気を逃がすことができる。これは同時に、熱いトーストを早く冷ますことができることを意味する。
トーストラックのデザインと形状には、それぞれの時代の流行がある。仕切りは銀製の線で作られることが多く、針金細工か土台にはんだ付けされていた。土台に落ちたパンくずを処理するために、土台から仕切りを分離させることが可能なものもある。使用していない時に収納場所をとらないよう折り畳みが可能なものなど、様々な工夫がなされているものもある。また、エッグカップを組み込んだものやジャム、マーマレードの容器を置けるようにしたものもあった。
クリストファー・ドレッサーがデザインしたトーストラックは革新的なデザインとして知られる。
現代のトーストラックは、ステンレス鋼を打ち抜いて折りたたんだもの、またはステンレスワイヤーを熔接したものが多い。

## 派生
- マンチェスター・メトロポリタン大学ファローフィールド・キャンパス（英語版）の本館は建築家レオナルド・セシル・ハウイット（英語版）による設計であるが、その建築デザインからしばしば「トーストラック」と呼ばれる[2]。
- イギリス・ワンズワースのワンズワース・コモン（英語版）は地元では「トーストラック（the Toast Rack）」と呼ばれる[3]。
- 鉄道や路面電車の客車で、側面が開いた車両（多くは屋根付き）を「トーストラック車両」と呼ぶ。